# Свиноуйсьце
Свиноу́йсьце (пол. Świnoujście), до 1945 года Свинемю́нде (нем. Swinemünde, что в переводе означает «Устье Свины») — город в Западно-Поморском воеводстве Польши, морской порт, курорт. Город расположен на островах Узедом и Волин, между которыми находится река Свина, соединяющая Щецинский залив с Балтийским морем, а также остров Карсибур. Между островами Узедом и Волин существует постоянное паромное сообщение, а острова Волин и Карсибур соединены мостом Пястов. Город непосредственно граничит с Германией, западная граница города совпадает с границей Польши. 
В конце XIX в. «ЭСБЕ» писал о гавани города так: «Гавань С., лучшая в Пруссии на Балтийском побережье, служит наружной гаванью для Штетина; защищена двумя молами и с 1850 г. сильно укреплена».
Является самым западным морским портом в стране.

## История
Первые упоминания о поселениях на месте нынешнего Свиноуйсьце относятся к XII веку. Чтобы добиться для себя полной свободы от таможенных сборов, в 1457 году штеттинцы разрушили находившуюся там крепость, и дальнейшее развитие местность вокруг Свины получила лишь с включением её в состав Пруссии.
Некоторые даты из последующей городской хроники:
- 1730 год: начало работ по углублению реки Свины
- 1740 год: начало строительства порта
- 1747 год: Свинемюнде объявляется морским портом
- 3 июня 1765 года: Свинемюнде получил от Фридриха Великого городские права
- 1767 год: строительство первой школы
- 1792 год: освящение первой церкви
- 1819 год: Свинемюнде становится окружным центром
- 1823 год: открытие нового порта
- 1852 год: Свинемюнде становится гарнизонным городом
- 1857 год: открытие театра
- 1859 год: закончено строительство маяка
- 1876 год: закончено строительство железной дороги, соединившей Свинемюнде с Берлином
- 1880 год: закончено сооружение канала, соединившего Штеттин с Балтийским морем
- 1904 год: Свинемюнде — важнейший центр купания на немецком побережье Балтийского моря (26 тысяч человек)
- 12 марта 1945 года: при американской бомбардировке Свинемюнде погибло до 23 тысяч жителей и беженцев, разрушено более половины городских строений
- 5 мая 1945 года: последним из городов Померании Свинемюнде занят советскими войсками
- 4 октября 1945 года: управление Свинемюнде—Свиноуйсьце передано польской администрации
- декабрь 1992 года: последние подразделения Советской армии покинули город[11].

## Население
К моменту получения Свинемюнде городских прав в нём проживало 150 семей. В последующие годы его население изменялось следующим образом:

## Экономика
В Свиноуйсьце находятся:
- Морской порт Свиноуйсьце[пол.],
- Судоремонтная верфь[пол.],
- Регазификационный терминал сжиженного природного газа (СПГ).

Скважина, пробуренная в Балтийском море в 6 км от Свиноуйсьце, подтвердила наличие 22 миллионов тонн сырой нефти и 5 миллиардов кубометров природного газа промышленного качества.

## Достопримечательности
К достопримечательностям города среди прочего относятся:
- Музей морского рыболовства (пол. Muzeum Rybołówstwa Morskiego, нем. Museum für Hochseefischerei) в старейшем здании города — бывшей ратуши — построенном в 1804—1806 годах,
- Форт Ангела или Крепость Ангела (пол. Fort Anioła, нем. Engelsburg) — трёхэтажное фортификационное сооружение (1854—1858); ныне там расположены различные выставки, проводятся концерты,
- Форт Западный или Западная батарея (пол. Fort Zachodni, нем. Westbatterie) — фортификационное сооружение (1856—1861) на западном берегу Свины; ныне там расположен музей,
- Форт Восточный или Восточная батарея (пол. Fort Wschodni, нем. Ostbatterie) — старейшее фортификационное сооружение (1856—1863) на восточном берегу Свины; ныне открыт для посещений,
- Церковь Христа Царя (пол. Kościół pw. Chrystusa Króla, нем. König-Christus-Kirche) — построена в XVIII веке (башня завершена в 1881 году),
- Церковь Богоматери «Звезда морская» (пол. Kościół pw. NMP Gwiazdy Morza „Stella Maris”, нем. Kirche der Muttergottes „Stella Maris”) — построена в конце XIX веке,
- Башня бывшей церкви Лютера (пол. Wieża widokowa, нем. Turm der ehemaligen Lutherkirche) — церковь была построена в 1905—1906 годах и снесена в 1962 году за исключением башни, где ныне находится смотровая площадка и кафе,
- Курортный парк (пол. Park Zdrojowy, нем. Kurpark) — заложен в XIX веке по планам ландшафтного архитектора Петера Йозефа Ленне,
- Центральный мол (пол. Falochrony, нем. Zentralmole) — сооружён в 1818—1823 годах и является самым длинным каменным молом Европы,
- Свиноуйсьценский маяк (пол. Latarnia Morska, нем. Leuchtturm) — сооружён в 1857—1859 годах и является самым высоким маяком на Балтийском море; 308 ступеней ведут к его смотровой площадке.

## Галерея

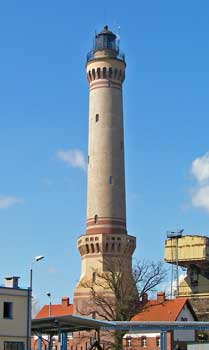
Маяк Свиноуйсьце
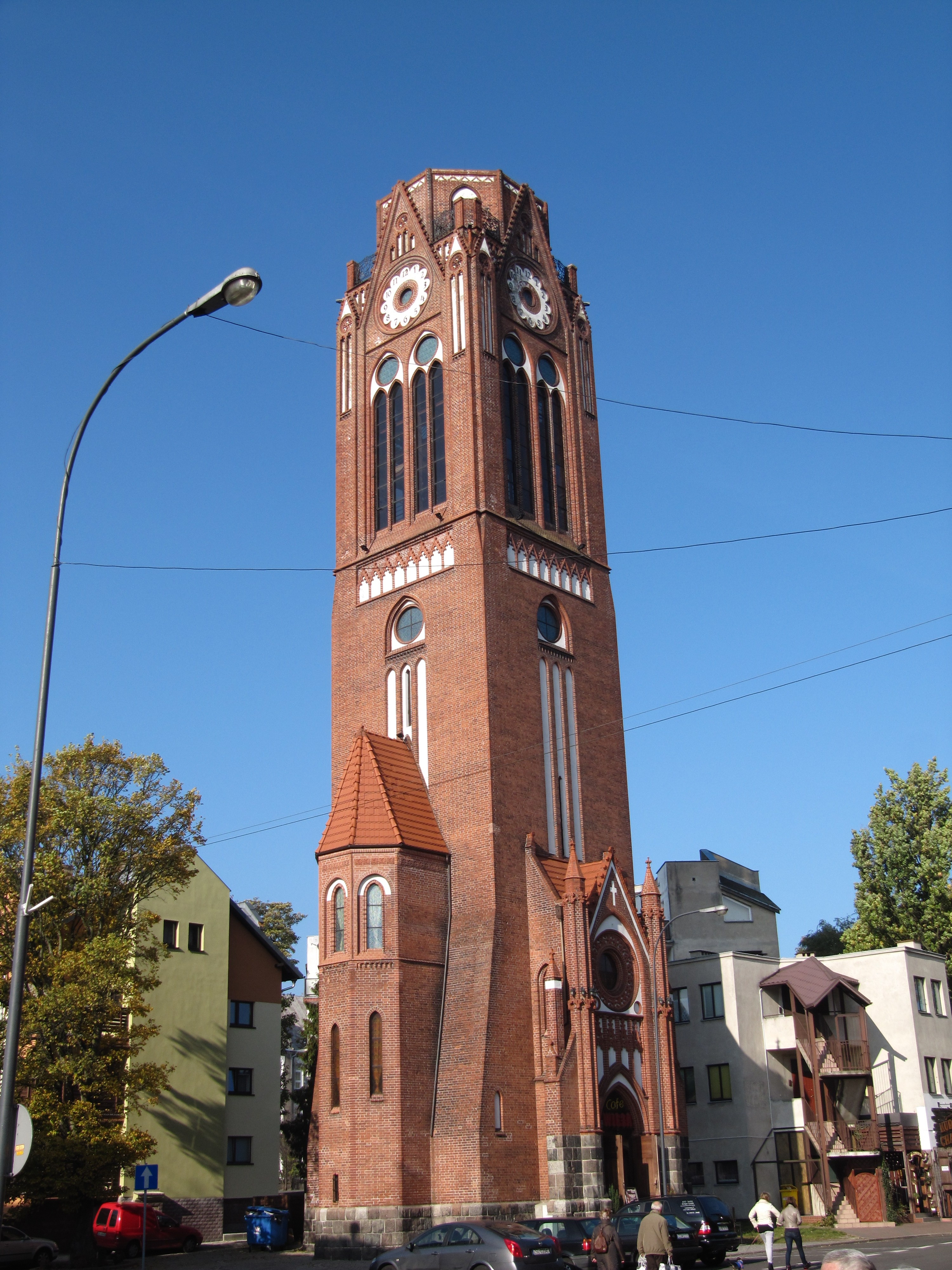
Башня бывшей церкви Лютера
Памятник Иоанну Павлу II
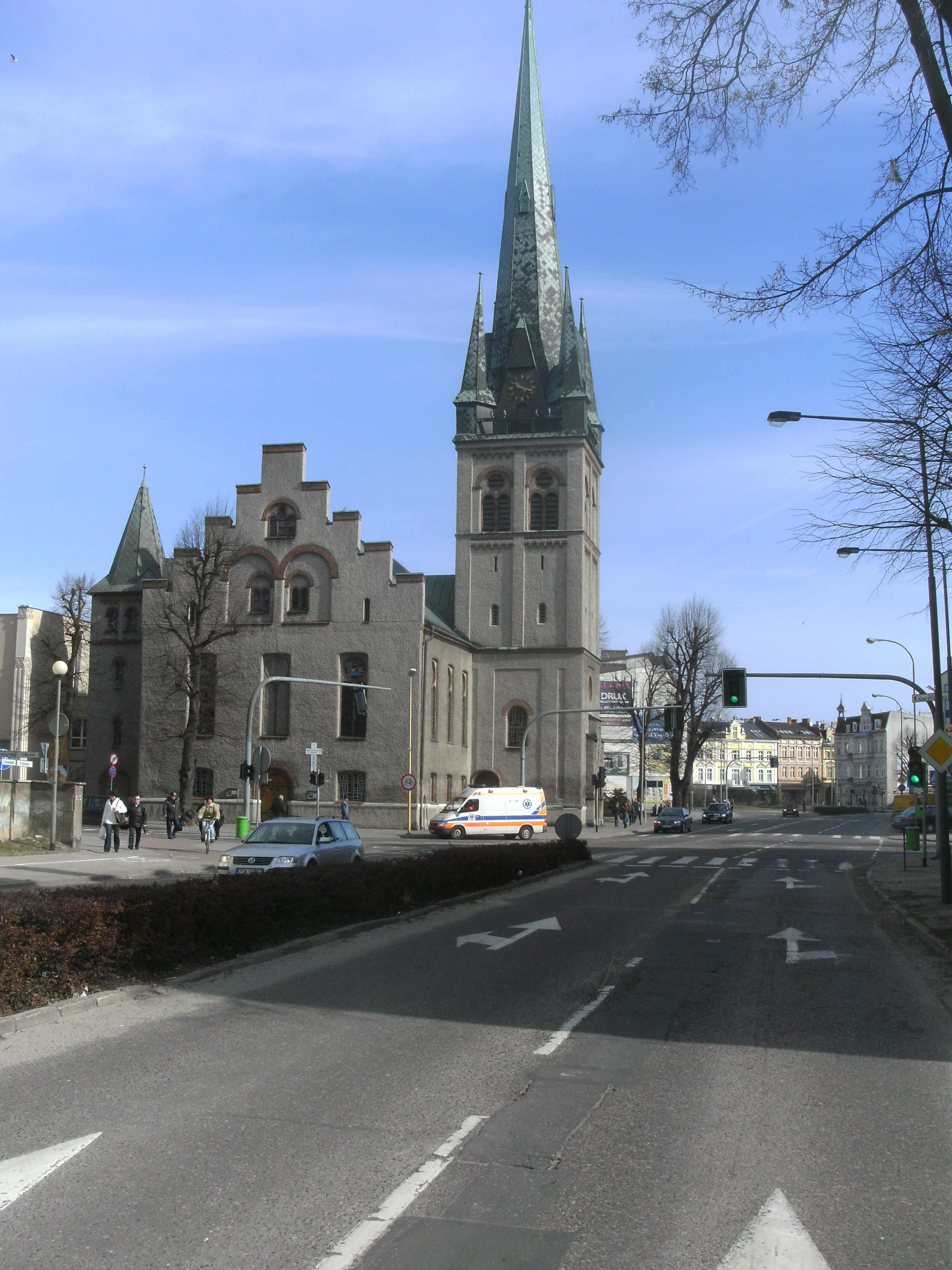
Церковь Христа  Царя
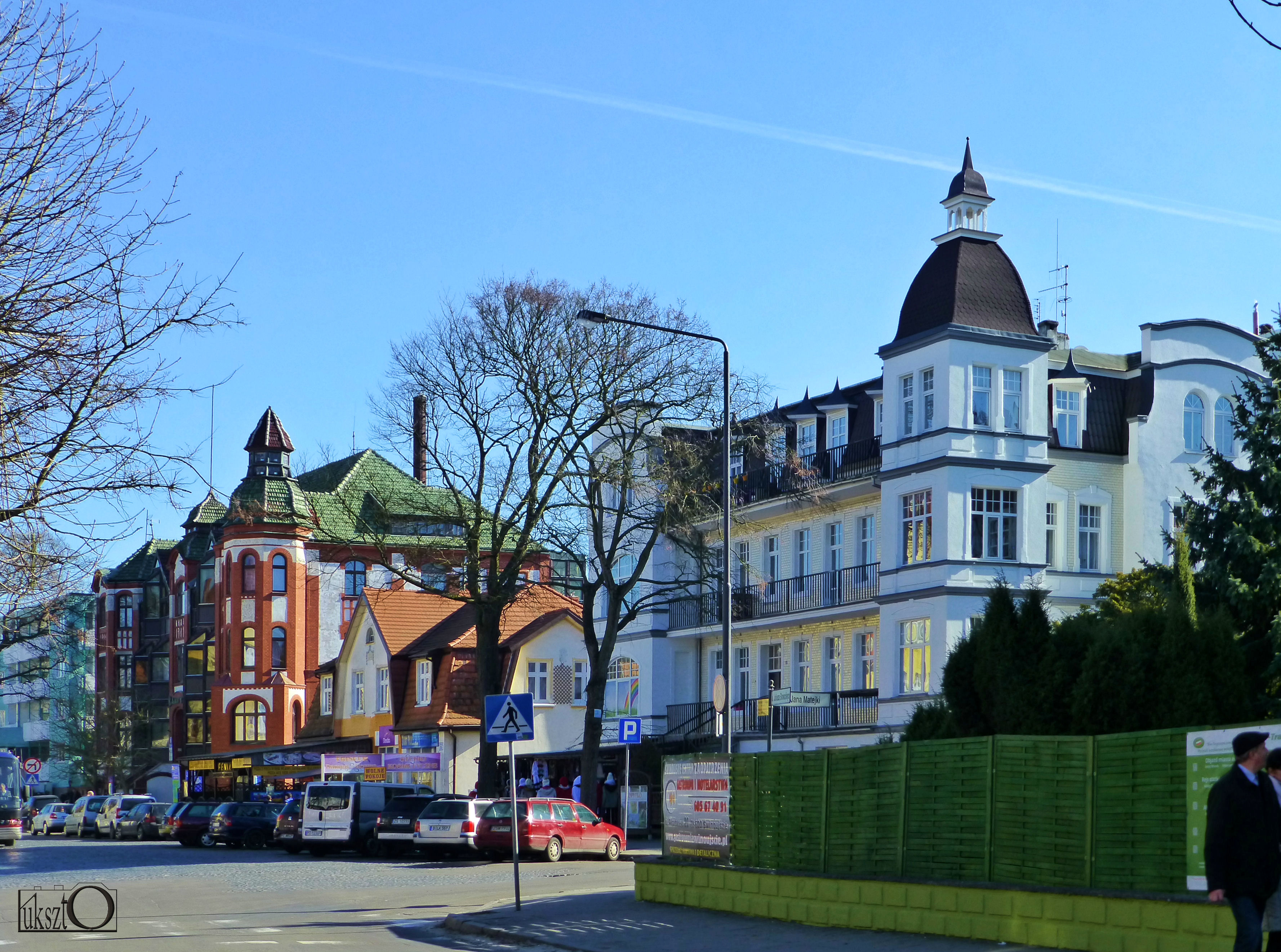
Старинные дома
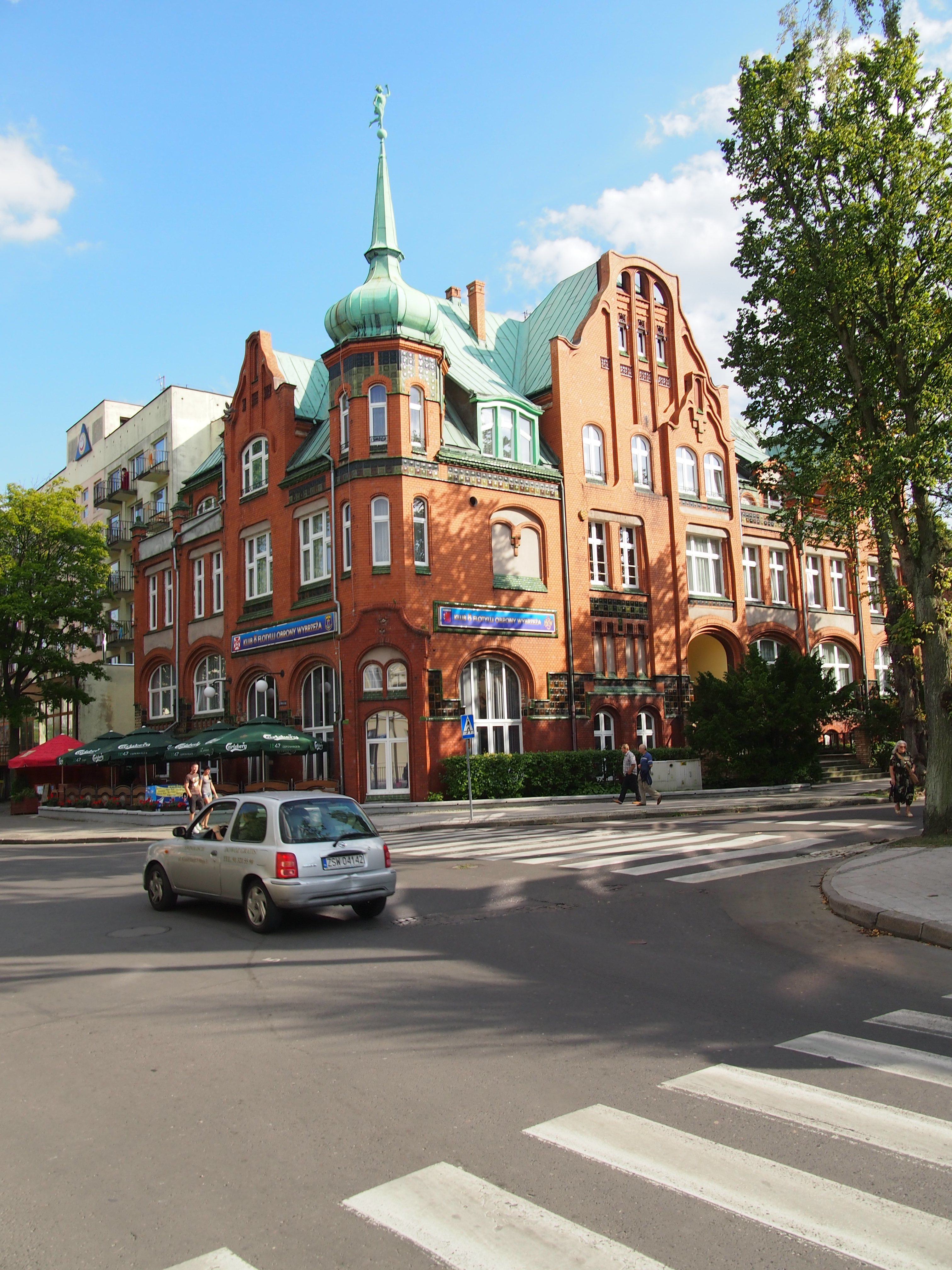
Старинные дома
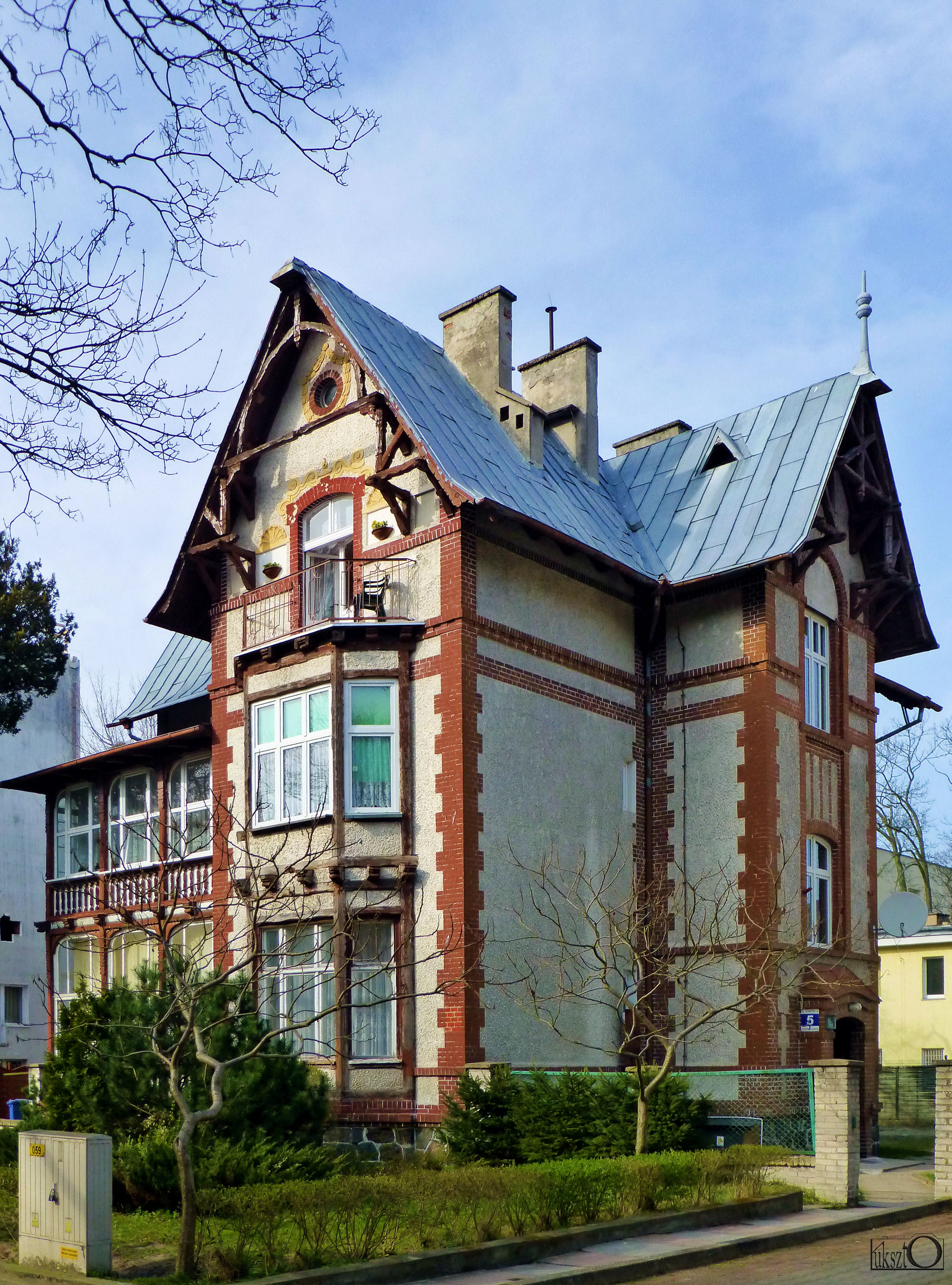
Старинный особняк
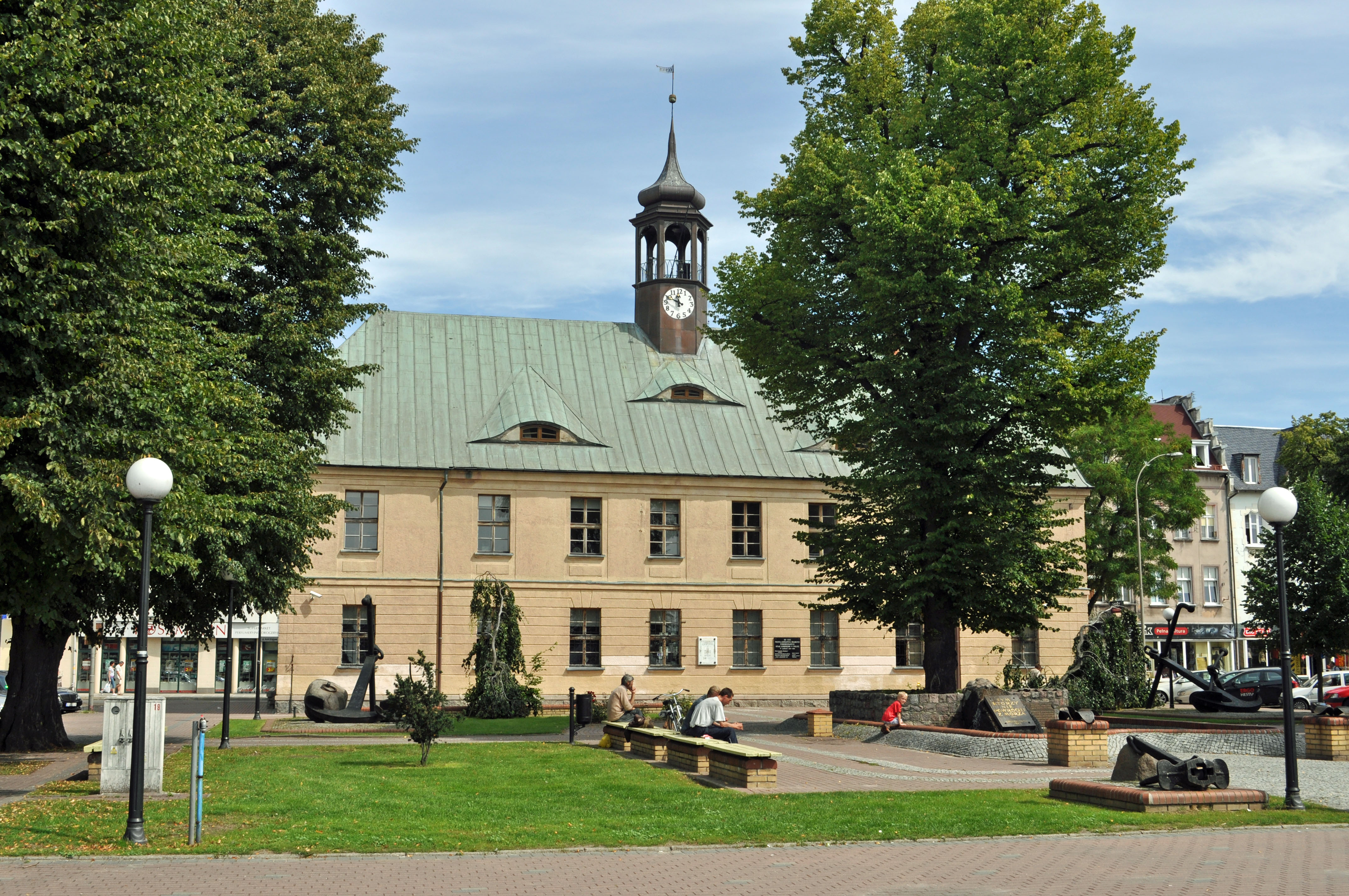
Историческое здание ратуши
Сохранившееся после войны здание в центре города
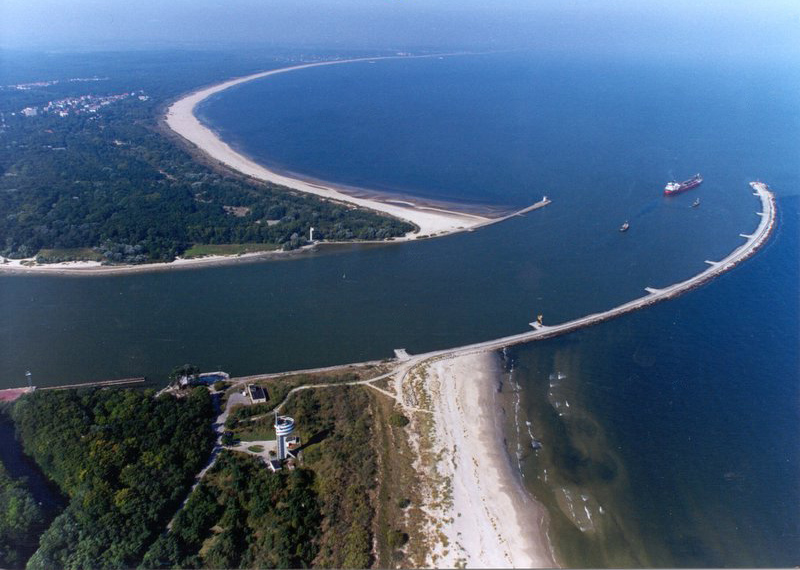
Устье реки Свины в Балтийском море, разделяющее острова Узедом (на заднем плане) и Волин (на переднем плане).
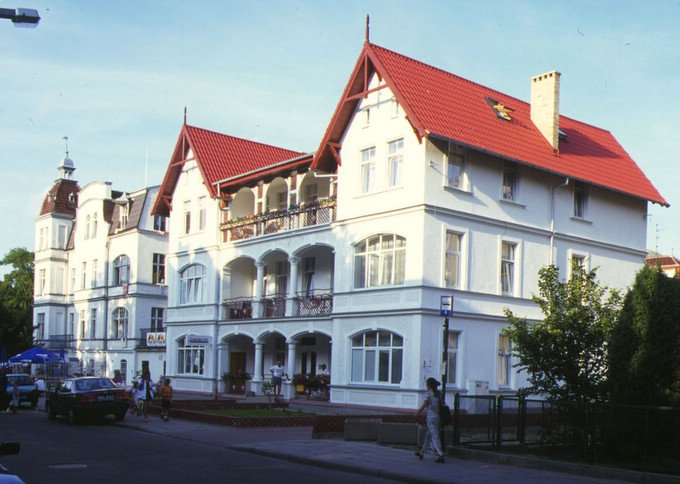
Вильгельмин приморско-курортная архитектура в Свиноуйсьце
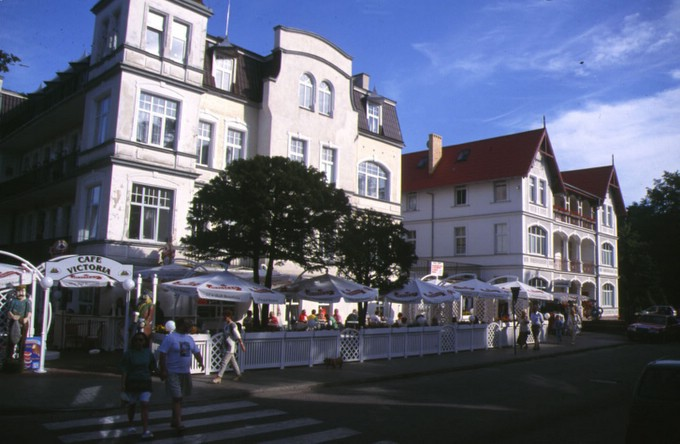
Более Вильгельмина приморско-курортная архитектура в Свиноуйсьце
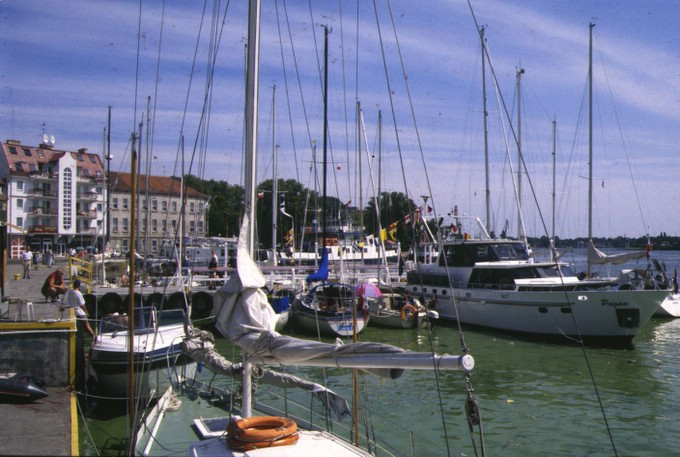
Марина в Свиноуйсьце
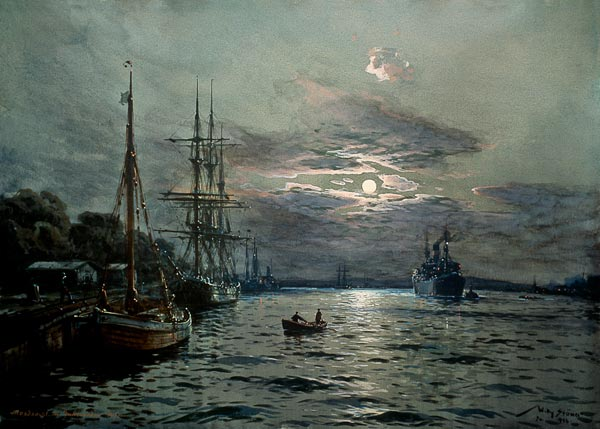
Вилли Стёвер: Гавань Свинемюнде при лунном свете (1922)
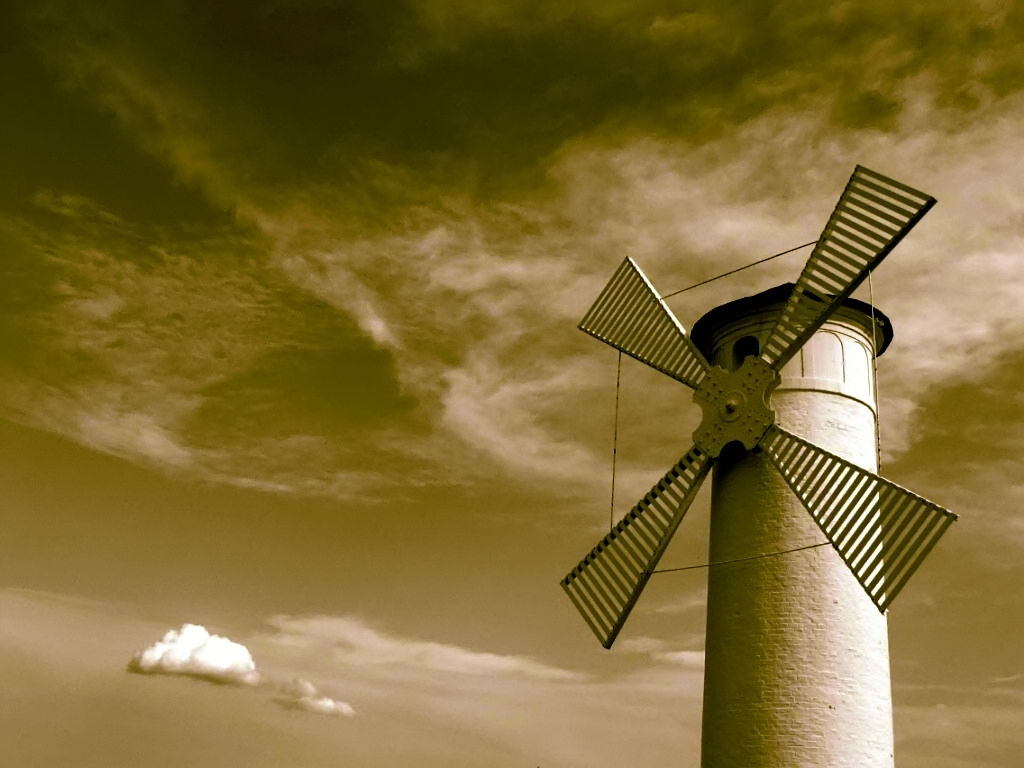
Става Млини — бакен, стилизованный под ветряную мельницу